# Otto III van Brunswijk-Harburg
Otto III van Brunswijk-Harburg (Harburg, 20 maart 1572 - aldaar, 4 augustus 1641) was van 1603 tot aan zijn dood hertog van Brunswijk-Harburg. Hij behoorde tot het huis Welfen.

## Levensloop
Otto III was de derde zoon van hertog Otto II van Brunswijk-Harburg en diens tweede echtgenote Hedwig, dochter van graaf Enno II van Oost-Friesland.
Na het overlijden van zijn vader in 1603 werd Otto III samen met zijn broers Willem Augustus en Christoffel hertog van Brunswijk-Harburg. Na het overlijden van Christoffel in 1606 regeerden Willem Augustus en Otto III het hertogdom verder.
Willem Augustus en Otto III bestuurden hun hertogdom in harmonie. Op 11 januari 1630 sloten ze met hertog Christiaan van Brunswijk-Lüneburg een verdrag waarin de broers voor 150.000 daalders hun rechten op Brunswijk-Lüneburg lieten vallen. Dit geld gebruikten Willem Augustus en Otto III om hun hoge schulden af te betalen.
Op 16 april 1621 huwde Otto in Wolfenbüttel met Hedwig (1580-1657), dochter van hertog Julius van Brunswijk-Wolfenbüttel. Het huwelijk bleef kinderloos. In 1641 stierf Otto III. 